# Candy Montgomery
Candace Lynn Montgomery (15 novembre 1949) è una donna statunitense accusata di aver ucciso con un'ascia la moglie del suo amante, Betty Gore, il 13 giugno 1980, delitto per il quale è stata assolta.

## Contesto e l'omicidio
Candace Montgomery (nata Wheeler) era una casalinga sposata con Pat Montgomery, un ingegnere elettrico, madre di una figlia e un figlio. Si trasferirono nella contea di Collin, in Texas, nel 1977, iniziando a frequentare regolarmente la chiesa metodista di Lucas. Montgomery divenne amica intima di Betty Gore, un'insegnante di scuola media, dopo che le due si incontrarono a una funzione religiosa. Betty Gore viveva nel vicinato con i suoi due figli e suo marito, Allan, con il quale la Montgomery ebbe una relazione extraconiugale.
Il giorno dell'omicidio della Gore, il 13 giugno 1980, Allan Gore era fuori città. Quando non riuscì a contattare sua moglie al telefono, chiese a dei vicini di andare a controllare che andasse tutto bene. Dopo essersi introdotti nella residenza della famiglia, i vicini scoprirono il corpo di Betty, assassinata con quarantuno colpi di ascia. Sua figlia, Bethany, che stava dormendo nella sua culla in un'altra stanza al momento dell'omicidio, era sveglia e piangeva, coperta delle sue stesse feci dopo essere stata lasciata per tredici ore incustodita.
Vennero ritrovate delle impronte insanguinate di un dito e di una scarpa rispettivamente sul congelatore e nella lavanderia, che condussero all'arresto di Candace.

## Il processo
Candace Montgomery venne rappresentata dall'avvocato di diritto civile Don Crowder e dall'avvocato difensore Robert Udashen. Il processo, presieduto dal giudice distrettuale Tom Ryan, si tenne a McKinney, in Texas, e durò otto giorni. La Montgomery dichiarò di aver agito per legittima difesa: sostenne che la Gore l'aveva affrontata riguardo alla relazione che aveva avuto con suo marito e aveva cercato di aggredirla con un'ascia, costringendo la Montgomery a strapparle di mano l'arma e a usarla contro di lei.
La Montgomery fu sottoposta al test del poligrafo prima del processo, che indicò che stava dicendo la verità. Il procuratore distrettuale Tom O'Connell sostenne che la Montgomery avrebbe potuto fuggire invece di attaccare  la Gore e che i quarantuno colpi inferti alla vittima indicavano un attacco sproporzionato alla legittima difesa. Candace Montgomery fu successivamente dichiarata non colpevole il 30 ottobre 1980 da una giuria composta da nove donne e tre uomini. Il verdetto ricevette molte critiche dalla comunità; all'uscita dal tribunale dopo la sua assoluzione, la Montgomery fu accolta da una folla che le dava dell'assassina.
Dopo il processo, la famiglia Montgomery si trasferì in Georgia, dove Candace iniziò a lavorare come terapista di igiene mentale. Divorziò dal marito qualche tempo dopo.

## Rappresentazione nei media
- I giornalisti John Bloom e Jim Atkinson hanno scritto un libro che esamina il caso e gli eventi successivi al processo, intitolato Evidence of Love: A True Story of Passion and Death in the Suburbs. È stato pubblicato nel gennaio 1984.[5]
- Il film per la TV A Killing in a Small Town è basato sul caso ed è stato trasmesso dalla CBS nel 1990.
- Jessica Biel interpreta Candice Montgomery nella serie Hulu Candy - Morte in Texas, incentrata sull'omicidio di Betty Gore, che ha debuttato nel maggio 2022.[6]
- La Montgomery è stata interpretata anche da Elizabeth Olsen nella serie Max Love & Death, che ha debuttato nell'aprile 2023.[7]